# Heliktit
Heliktit (iz gr. helix (ἕλιξ) 'viba, spirala' + tit) je navadno tanek ukrivljen ali zalomljen kapnik, saj lahko raste v vse smeri. Največji heliktit v Sloveniji je v Leopardovi jami, stegnjen bi meril ok. 1 m.

## Nastanek
Vzroki za nastanek heliktitov niso povsem pojasnjeni. Ključno vlogo ima očitno kapilarni dvig vode, ki izniči silo težnosti in omogoči odlaganje zlasti kalcita in aragonita v nepričakovanih smereh. Danes kaže, da kapilarnost ni odvisna le od tankosti cevke, ampak tudi od biotskih dejavnikov. Nekdaj se je predvidevalo, da je različna usmerjenost heliktitov posledica gibanja jamskega zraka, vendar je predpostavka dvomljiva, saj se gibanje jamskega zraka (zaradi nihanja zračnega tlaka na površju) spreminja mnogo hitreje kot raste kapnik, več heliktitov pa so našli v zasutih dvoranah s tako rekoč nezaznavno sapo.